# Alexander von Staël-Holstein

Wapen Staël von Holstein

Alexander von Staël-Holstein (Russisch: Александр Августович Сталь-фон-Гольштейн, Chinees: 鋼和, Gāng hé) (Tõstamaa, 1 januari 1877 - Peking, 1 maart 1937) was een Russisch en Baltisch-Duitse baron, oriëntalist, sinoloog en sanskritist, met als specialisatie boeddhistische geschriften.

## Jeugd en studie
Baron Alexander von Staël-Holstein werd geboren in een aristocratische familie in Estland, dat toen tot het Russische Rijk behoorde. Hij was verwant aan de man van de Frans-Zwitserse schrijfster Madame de Staël (1766-1817). Tijdens zijn jeugd werd hij thuis geschoold en op zijn vijftiende werd hij naar het gymnasium in Pernau (Pärnu) gestuurd. Hij vervolgde hoger onderwijs aan de Universiteit van Dorpat (het tegenwoordige Tartu), waar hij slaagde in de filologie. Hierna studeerde hij oosterse talen aan de Friedrich Wilhelms Universiteit in Berlijn.
Uit Pruisische archieven van 1898 komt naar voren dat de jonge baron betrokken was in een duel in Berlijn dat hij blijkbaar overleefde. Tijdens zijn tweede jaar in Berlijn erfde hij als enige mannelijke erfgenaam het baronschap en het familielandgoed in Tõstamaa, waarvan het paleis tot in de 21e eeuw goed bewaard is gebleven.
In 1900 behaalde hij zijn doctorstitel met het proefschrift Der Karmapradīpa, II. Prapāthaka aan de Universiteit van Halle-Wittenberg; de eerste Prapāthaka (les) van de Karmapradīpa was in 1889 vertaald door Friedrich Schrader, eveneens als proefschrift in Halle. De supervisor was in beide gevallen professor Richard Pischel. In de jaren erna reisde Von Staël-Holstein uitgebreid met Duitse, Britse en Indiase oriëntalisten.

## Academische carrière
Hij startte zijn academische carrière in 1909 toen hij werd aangesteld als assistent professor Sanskriet aan de Universiteit van Sint-Petersburg en lid werd van het Russische Comité voor Onderzoek van Centraal en Oost-Azië. In 1912 ging hij voor enige tijd naar de Verenigde Staten voor verdere studie Sanskriet aan de Harvard-universiteit.
Hij was in republikeins China toen in Rusland de Bolsjewistische Revolutie uitbrak. De regering van de nieuwe Estische republiek die gevormd werd in 1918 liet hem na de Vrede van Versailles (1919) slechts een klein deel van zijn geërfde landgoed na. Hij nam toen de Estische nationaliteit aan, maar bleef woonachtig in Peking.
Hij werd uitgenodigd door Hu Shi les te geven in Sanskriet, Tibetaans en Indiase godsdienstgeschiedenis aan de Universiteit van Peking, eerst als docent van 1918 tot 1921 en als professor van 1922 tot 1929. Hij hielp mee aan de oprichting van het Sino-Indiaas Instituut in Peking in 1927. In 1928 was hij gastdocent aan Harvard en hielp hij mee aan de verzameling van boeken voor het Harvard-Yenching Instituut. In 1932 werd hij benoemd tot erelid van het Instituut voor Geschiedenis en Filologie aan de Academia Sinica.
Naast zijn werk over Indiase en Tibetaanse religie, droeg hij ook bij aan het terrein van historische Chinese fonologie. Een invloedrijk stuk, de Fonetische Transcriptie van Werken in het Sanskriet en Oude Chinese Uitspraak, werd vertaald door Hu Shi in het Chinees en werd gepubliceerd in Guoxue Jikan (國學季刊) in 1923.
- Bibliothèque nationale de France: cb15555200h (data)
- Gemeinsame Normdatei: 108072371
- International Standard Name Identifier: 0000 0000 8382 4259
- Library of Congress Control Number: nr88012808
- Nationale Bibliotheek van Israël: 987007289220505171
- Nederlandse Thesaurus van Auteursnamen: 116919876
- SNAC: w6ss2cdk
- Système universitaire de documentation: 075999404
- Virtual International Authority File: 52004835
- WorldCat: E39PBJgcXbbWXBMK4BH9qKGvHC